# Przezwody (województwo małopolskie)
Przezwody – wieś w Polsce, położona w województwie małopolskim, w powiecie proszowickim, w gminie Proszowice.
| SIMC    | Nazwa      | Rodzaj    |
| ------- | ---------- | --------- |
| 0332140 | Jagielnica | część wsi |
| 0332156 | Kresy      | część wsi |

W latach 1975–1998 wieś położona była w województwie krakowskim.
W 1595 r. wieś zwana Przewody położona w powiecie proszowickim województwa krakowskiego stanowiła własność opactwa benedyktynów na św. Krzyżu.